# فرودگاه کاندریان
فرودگاه کاندریان (به انگلیسی: Kandrian Airport) یک فرودگاه با کد یاتا KDR است. این فرودگاه در کشور پاپوآ گینه نو قرار دارد و در ارتفاع ۹۱ متری از سطح دریا واقع شده‌است.